# Mesoleptogaster
Mesoleptogaster is een vliegengeslacht uit de familie van de roofvliegen (Asilidae).

## Soorten
- M. bicoloripes Hsia, 1949
- M. convergens (Frey, 1937)
- M. eoa Lehr, 1961
- M. fulvicrus Hsia, 1949
- M. fuscatipennis (Frey, 1937)
- M. gracilipes Hsia, 1949
- M. levusara Evenhuis, 2006
- M. loaloa Evenhuis, 2006
- M. meriel Evenhuis, 2006
- M. pacifica (Bezzi, 1928)
- M. trimaculata (Meijere, 1914)
- M. vitiensis Evenhuis, 2006